# Skatepark
 (novembre 2015).
Si vous disposez d'ouvrages ou d'articles de référence ou si vous connaissez des sites web de qualité traitant du thème abordé ici, merci de compléter l'article en donnant les références utiles à sa vérifiabilité et en les liant à la section « Notes et références ».

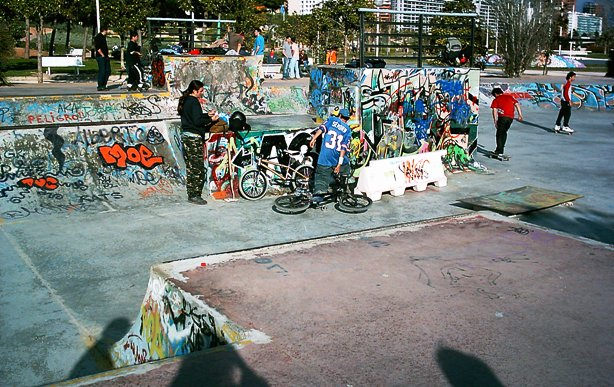
Skatepark en béton à Valence, Espagne

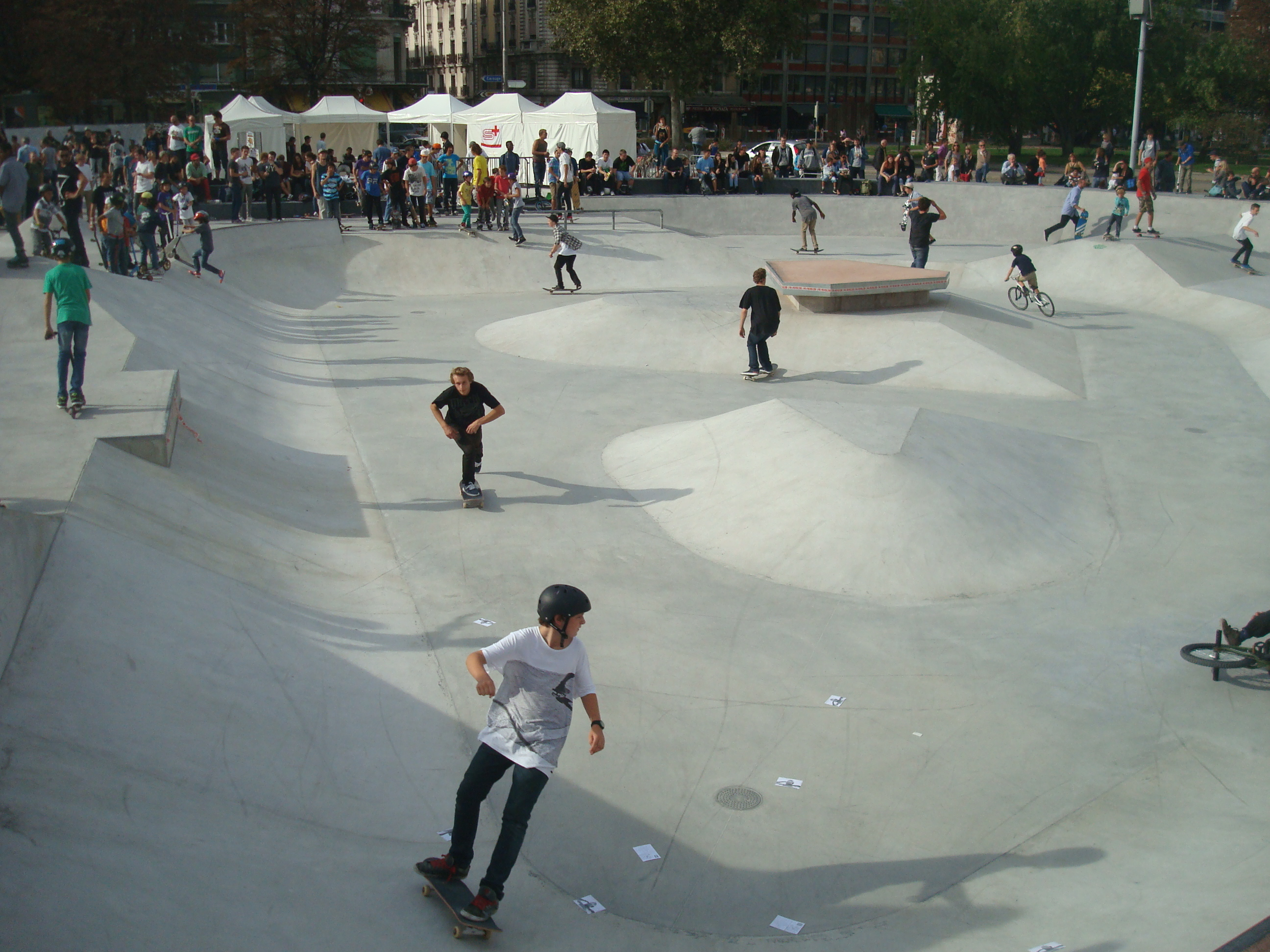
Skatepark en béton de Plainpalais à Genève, Suisse

Un skatepark, un parc de planche à roulettes, aire de planche à roulettes ou un planchodrome est un lieu essentiellement destiné à la pratique du skateboard, mais le terme est utilisé pour qualifier une aire de pratique de toute discipline relevant des sports de glisse, comme le skate, le roller, la trottinette freestyle, le BMX et du freeline. Un roller park est destiné essentiellement à la pratique du roller street (« de rue ») ou roller agressif. Un BMX park est un lieu réservé essentiellement à la pratique du BMX. Ces espaces sur lesquels les riders peuvent rouler, glisser, sauter, ou effectuer des tricks sont fortement demandés par les jeunes, mais aussi par les trentenaires et quadragénaires qui continuent de pratiquer depuis les années 1970-1980. On voit également apparaître les véloparcs qui proposent des aménagements destinés à la pratique du vélo de montagne, qui sont similaires aux parcs bmx.
Un skatepark peut être réalisé avec des modules préfabriqués, avec pour matériaux le HPL, l'acier, l'aluminium, le bois, le chanvre ou le skatelite. Un skatepark peut aussi être une construction en béton, avec certains éléments reproduisant le mobilier urbain (marches, murets, rails…), des bowls (« bassin ») ou des pools (piscines). Une architecture plus récente est désignée comme street-plaza, un espace ressemblant à une place publique dont le mobilier urbain est pensé pour la pratique du skate). La DC skateplaza de Kettering en Ohio est la première du genre et reste la référence mondiale.
Un skatepark peut être couvert ou en plein-air. Les skateparks en plein-air sont le plus souvent gratuits alors que ceux qui sont couverts sont souvent payants, la gestion de ces derniers est souvent assurée par des structures privées. On trouve plus ou moins les mêmes modules dans les installations couvertes et dans les non couvertes, cependant les bowls (bassins de grandes dimensions en forme de bol ou de haricot) sont plutôt rares à l'intérieur.

## Modules

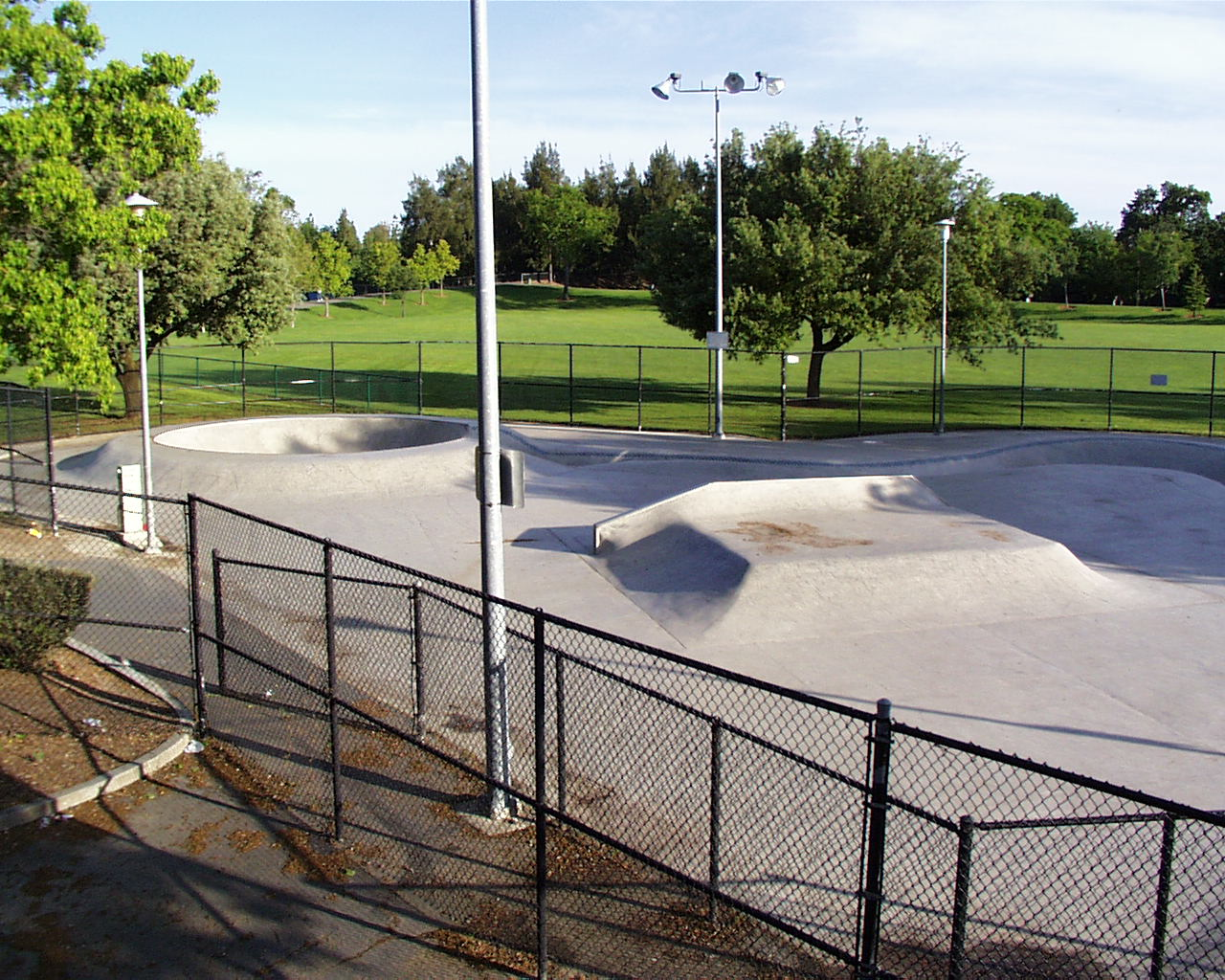
Skatepark à Davis (Californie), au premier plan une funbox/table de béton, au deuxième plan un bowl

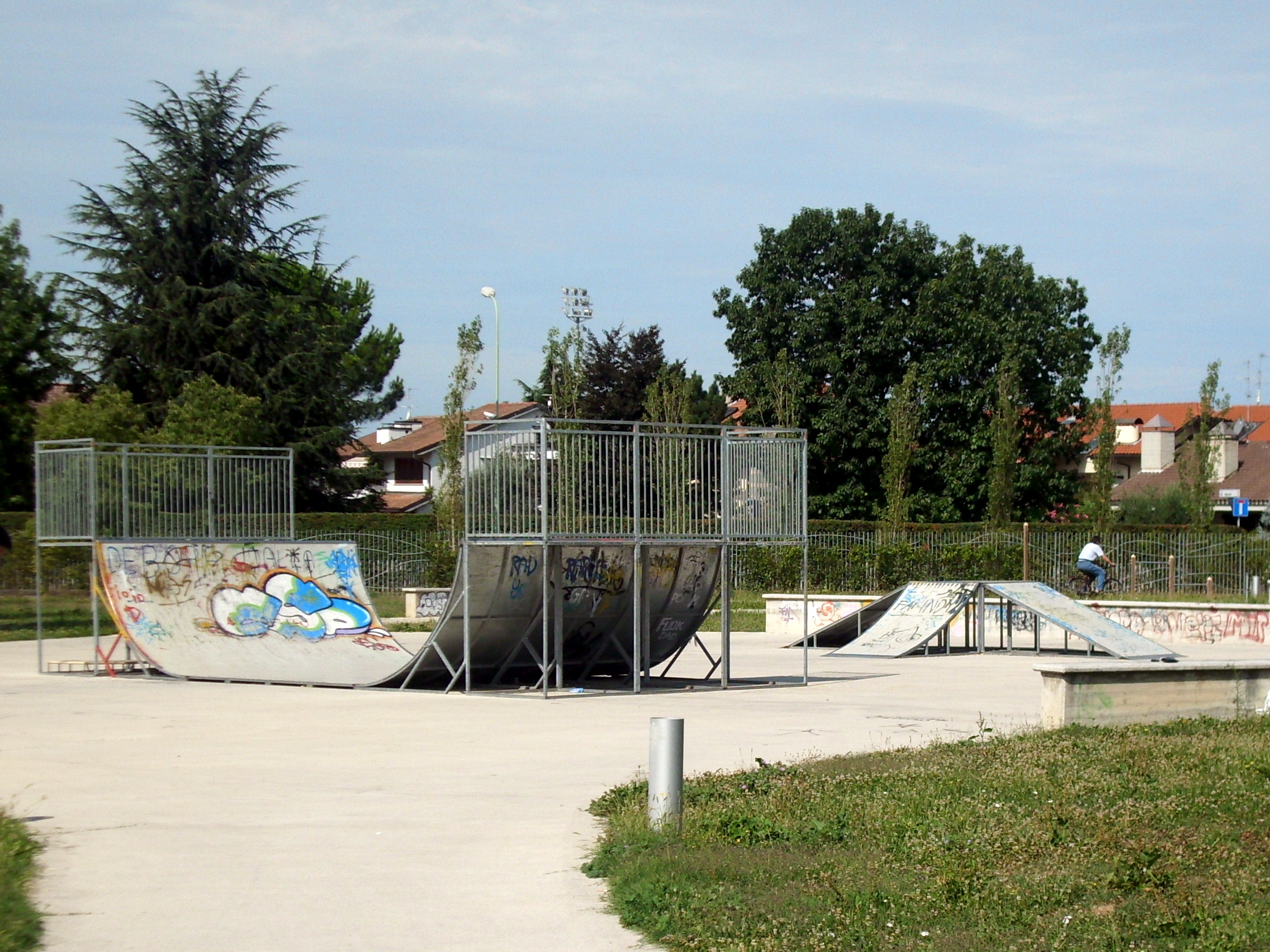
Skatepark à Azzano, San Paolo (Italie) à gauche un half-pipe, à droite une funbox/table

Les modules permettent à une collectivité de s'équiper en plusieurs fois dans le cas de projets à plusieurs phases, et éventuellement de reconfigurer voire déplacer un lieu de pratique. Ils sont également utilisés dans de nombreux évènements internationaux.

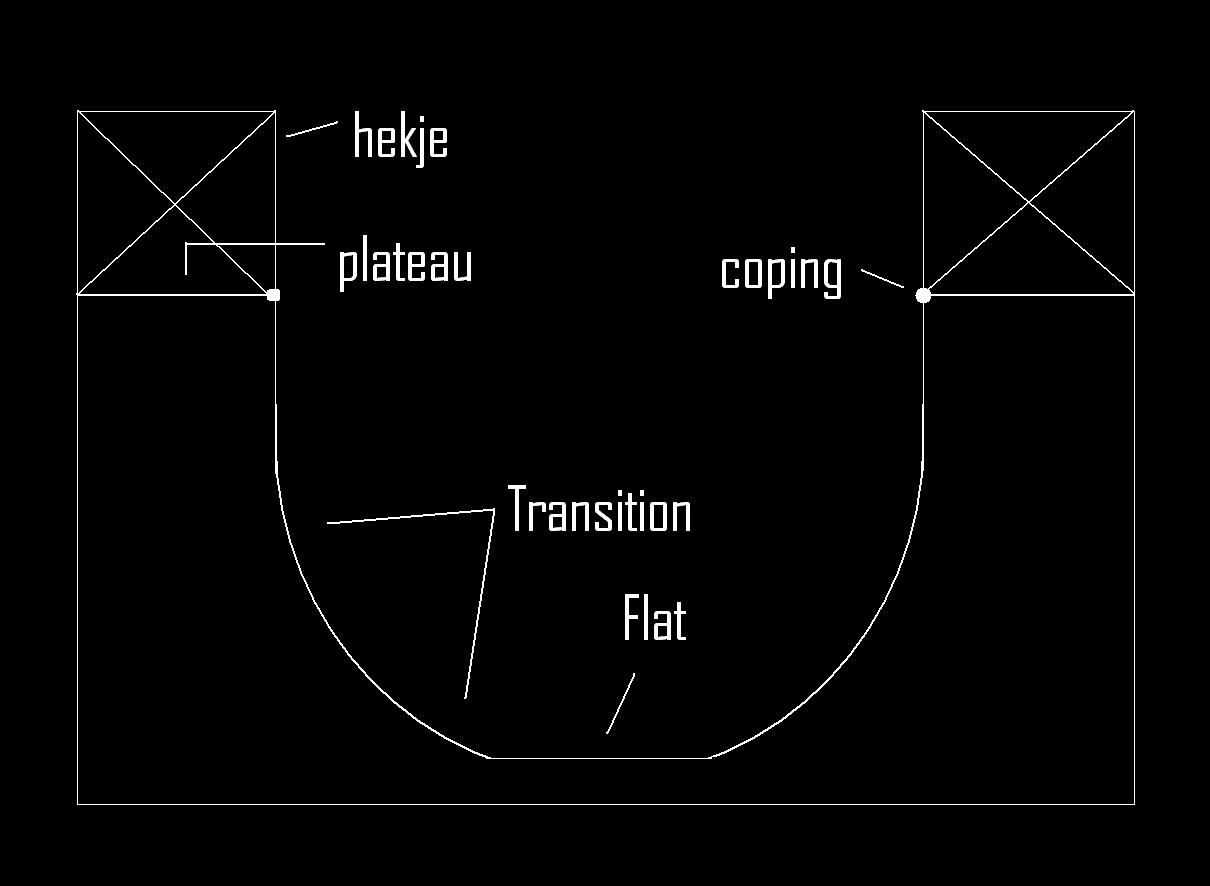
Schéma explicatif d'un half-pipe

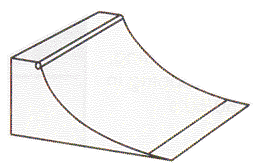
Le Quarter-pipe

Les skateparks modernes sont inspirés du mobilier urbain. Il en existe ainsi un nombre impressionnant, se distinguant par leur matière, leur forme. Depuis quelques années, les constructeurs essaient d'innover le plus possible en créant de nouveaux modules. On trouve notamment :
- Le curb: un muret, sur l'arête duquel on réalise des slides ou des grinds (pour le vocabulaire, voir tricks). Celui-ci n'est pas forcément artificiel et on le retrouve dans le mobilier urbain (bancs, rebords de trottoirs, ...).

- Le rail : outre le curb, il est également possible d'effectuer des slides ou des grinds sur des rails, aussi appelés « barres de slides ». En analogie avec le mobilier urbain, citons les rampes d'escaliers (handrails).

- La pool est une structure directement inspirée des piscines californiennes au fond arrondi surmonté non pas d'un coping en acier (barre métallique) mais de margelles. Comme la plupart des piscines, elle est constituée d'un grand bain et d'un petit bain, que l'on nomme dans le milieu du skateboard dans les termes anglais, c'est-à-dire « deep end » et « shallow end », et d'un waterfall qui fait la transition entre la partie profonde et la petite partie. Les marches, la « death box » (trou rectangulaire situé sous certaines margelles reproduisant les skimmers des piscines), plongeoirs sont les bienvenus afin de créer des obstacles. La pool est la structure originelle qui a donné naissance aux disciplines modernes du skateboard telles que la rampe et le street.

- Le half-pipe ou rampe : il s'agit d'une rampe en forme de U, dans laquelle les skateurs effectuent des va-et-vient, prenant de la vitesse et effectuant de part et d'autre des tricks divers. À l'extrémité du half-pipe se trouve un rail de forme tubulaire appelé « coping », et sur lequel peuvent se faire des slides ou des grinds aussi bien que des tricks plus particuliers (tricks au coping). Le nom « half-pipe » signifie en anglais « demi-tube », une dénomination qui parait évidente lorsque l'on considère la forme du module.

- Le quarter-pipe : comme son nom le laisse penser, le « quarter » est en quelque sorte un demi half-pipe. Il s'agit ainsi d'une plan incliné concave, arborant un coping à l'extrémité supérieure. On peut combiner deux quarters pour reconstituer un half-pipe, mais on peut également les combiner d'une autre façon, en faisant coïncider les deux copings, créant ainsi un spin.

- La funbox : est une table à laquelle ont été ajoutées des courbes. On y place, ou non, un handrail, il est possible d'utiliser les courbes pour effectuer des sauts ou simplement monter dessus. La funbox n'offre que peu de possibilités d'évolution. Son design est malheureusement sensiblement le même depuis vingt ans.

## Des tailles variées
On trouve des skateparks de toutes tailles. Certaines grandes villes sont équipées d'installations importantes où se tiennent régulièrement des compétitions, appelées « contest ». Ces skateparks sont plutôt grands, et certains sont payants. Dans les plus grandes compétitions, les gagnants remportent des prix sous forme de chèques (« prize money »), les montants restent toutefois modestes (entre 10 000 et 30 000 dollars), comparés à d'autres sports.
Le SMP Skatepark est le skatepark le plus grand du monde. Il se trouve à Shanghai en Chine et s'étend sur environ 13 700 m2. Le deuxième plus grand skatepark du monde est le complexe Black Pearl des Îles Caïmans, avec 5 800 m2. Le plus grand skatepark couvert d'Europe se situe à Marseille dans le Palais omnisports Marseille Grand Est, il a été inauguré en décembre 2009 et s'étale sur plus de 3 400 m2.

## Skateparks remarquables

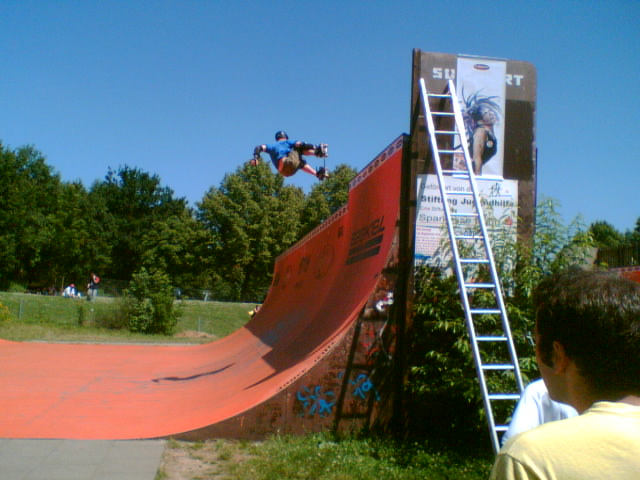
Saut sur un half-pipe

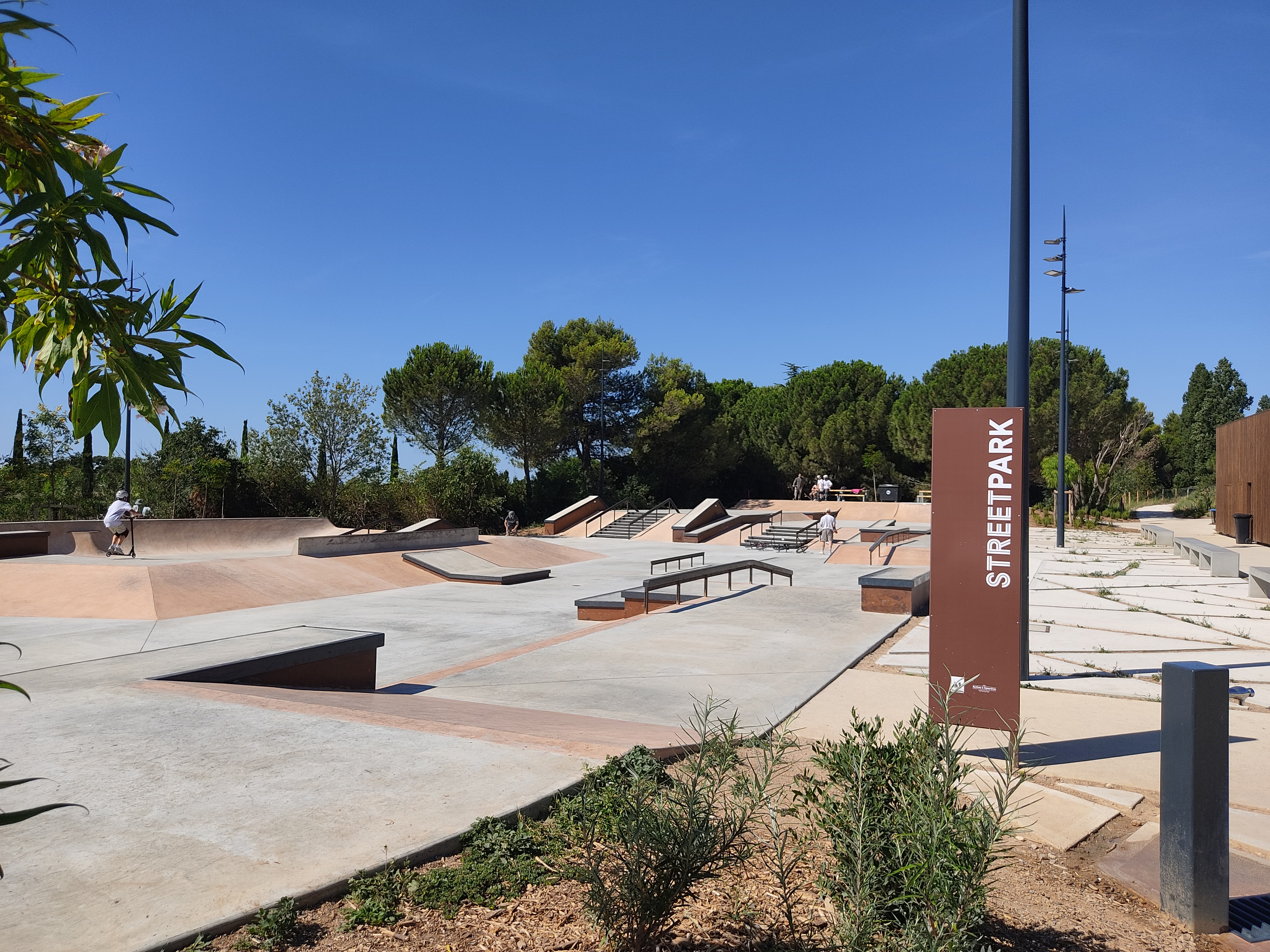
Streetpark du "BMX skatepark international de Montpellier" inauguré en 2023.

- The Rom, dans l'est de Londres, premier skatepark européen à être protégé comme monument historique.
- L'EGP18, le nouveau skatepark de Paris dans le 18e arrondissement s'étale sur plus de 3 000 m2[7]. Son accès est gratuit et les créneaux horaires sont définis pour chaque discipline, skate, roller, et BMX.
- Marseille est une référence internationale depuis 1991 avec son Bowl de Marseille ou bowl du Prado[8], dont l'accès est également gratuit. Un « street skatepark » à la Friche de la Belle de Mai a ouvert en novembre 2009. Cela place Marseille, avec Paris, comme l'une des plaques tournantes du skate en France, notamment depuis l'ouverture du plus grand skatepark indoor d'Europe, le Marseille Indoor Skate Park.
- Courtrai, Anvers en Belgique, Malmö en Suède, La Kantera à Algorta en Espagne sont des skateparks de référence pour les pratiquants aimant le béton.
- Le plus grand skatepark d'Europe se trouve à Montpellier. Le "BMX skatepark international de Montpellier Ronan Pointeau", inauguré à l'été 2023, s'étend sur plus de 9 000 m2[9].
- Skatepark Parque de La Granja à Santa Cruz de Tenerife.

### Un skatepark à part
Skatopia est un skatepark underground situé aux États-Unis en Ohio. On y pratique le skateboard de manière totalement libre et autogérée. Seul son « Sk8pope », Brewce Martin, instaure quelques règles de vie en groupe.
Le bowl de Vidy est le plus grand bowl de Suisse, tandis que le skatepark de Plainpalais à Genève est le plus grand skatepark outdoor de Suisse.

## Galerie

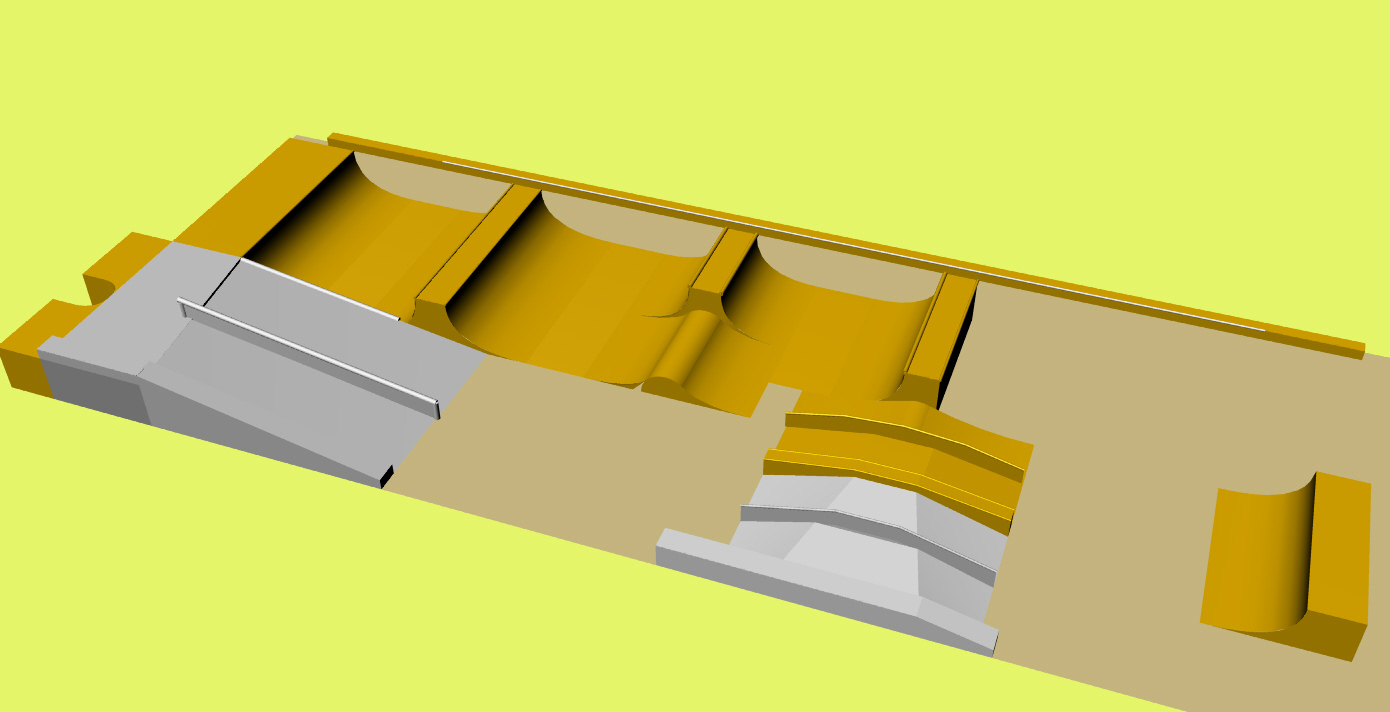
Rollerpark de Bercy, 3 rampes et 8 modules
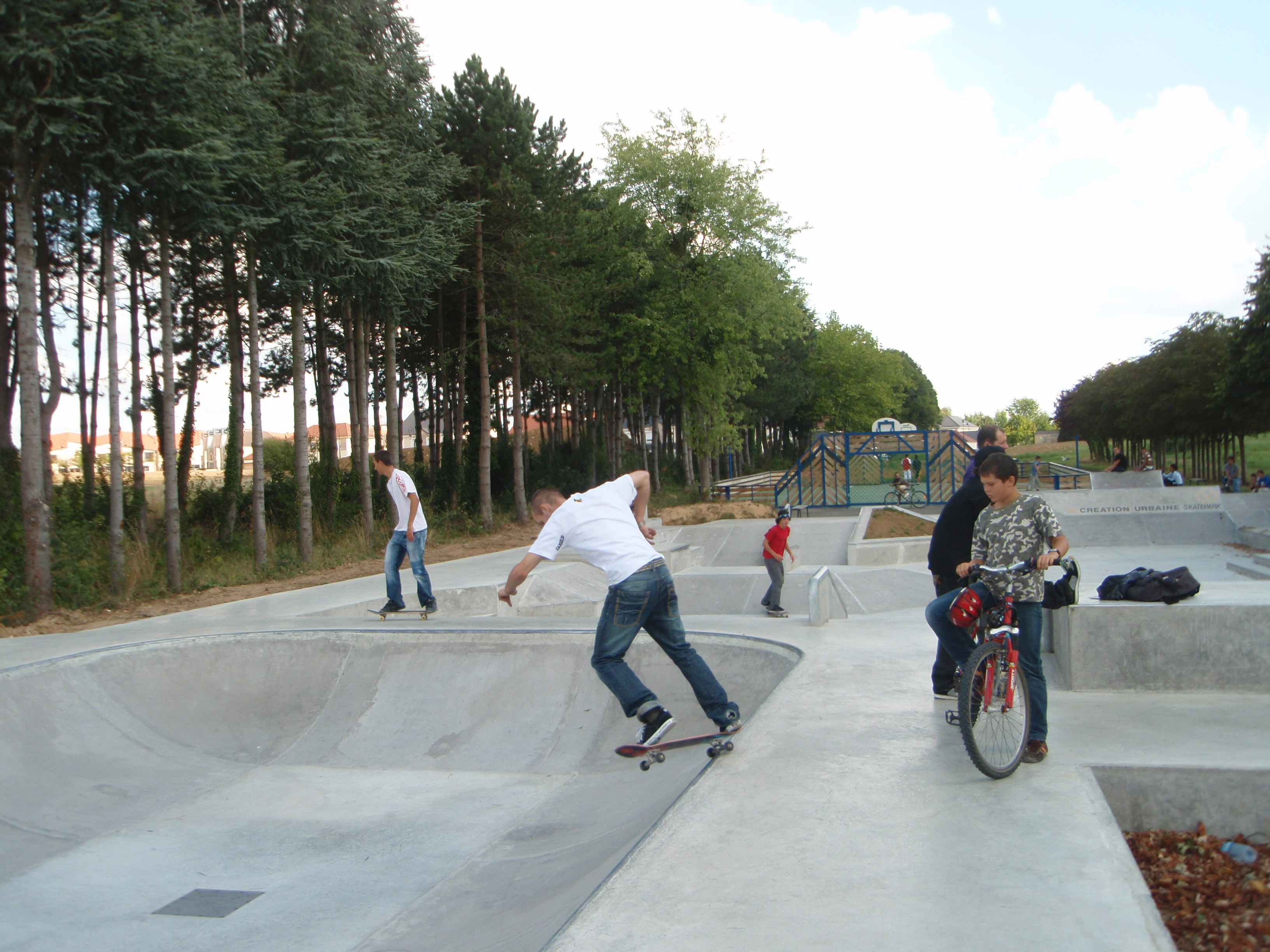
Magny-les-Hameaux en France
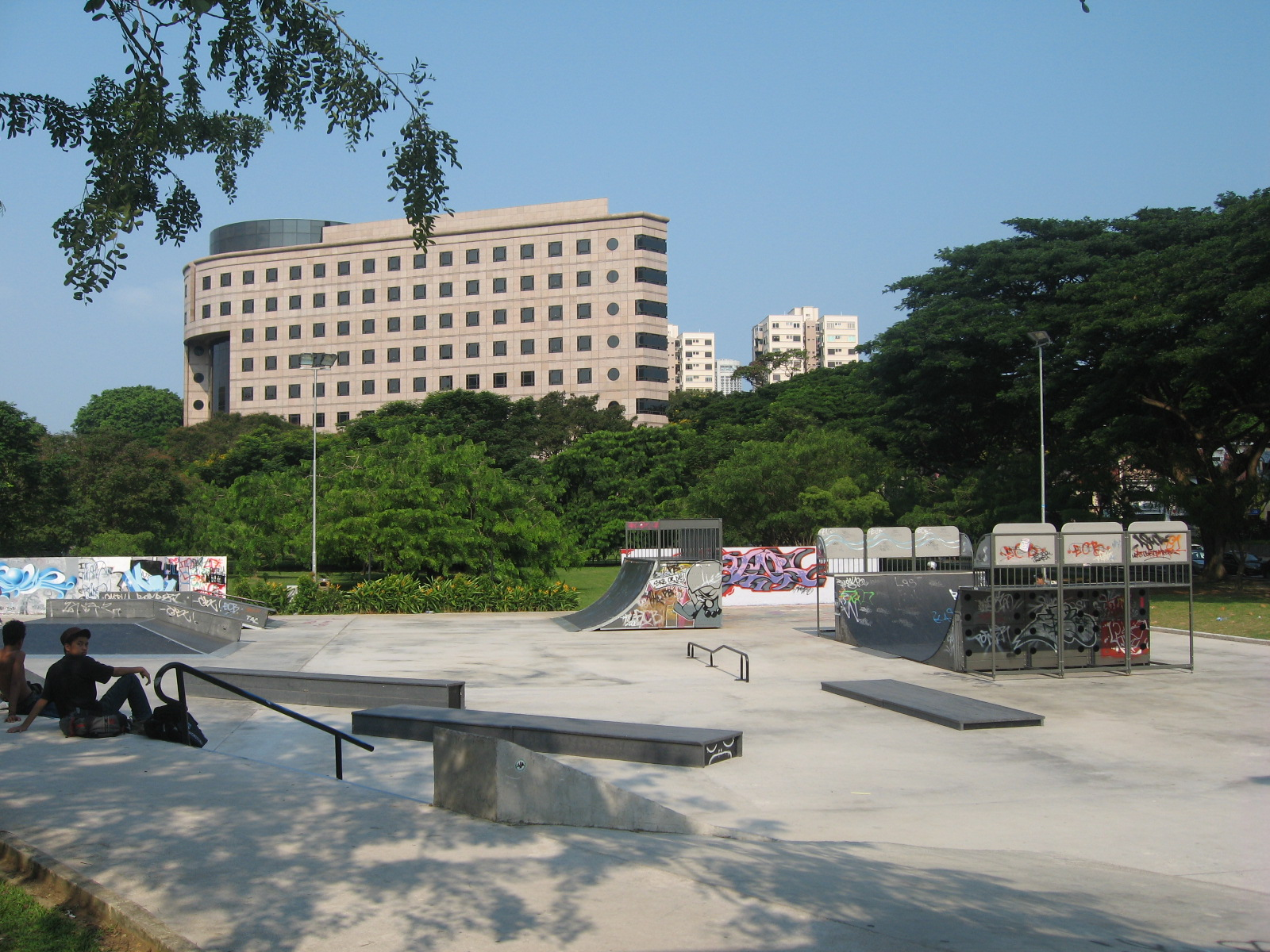
Un skatepark
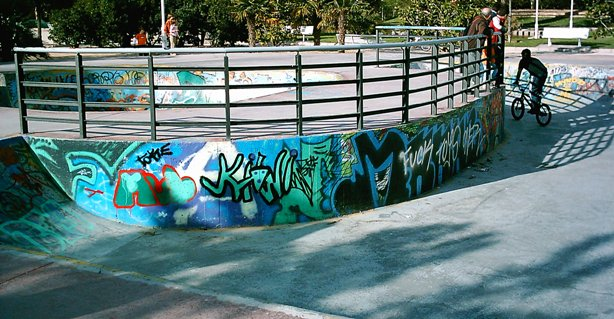
Valence en Espagne
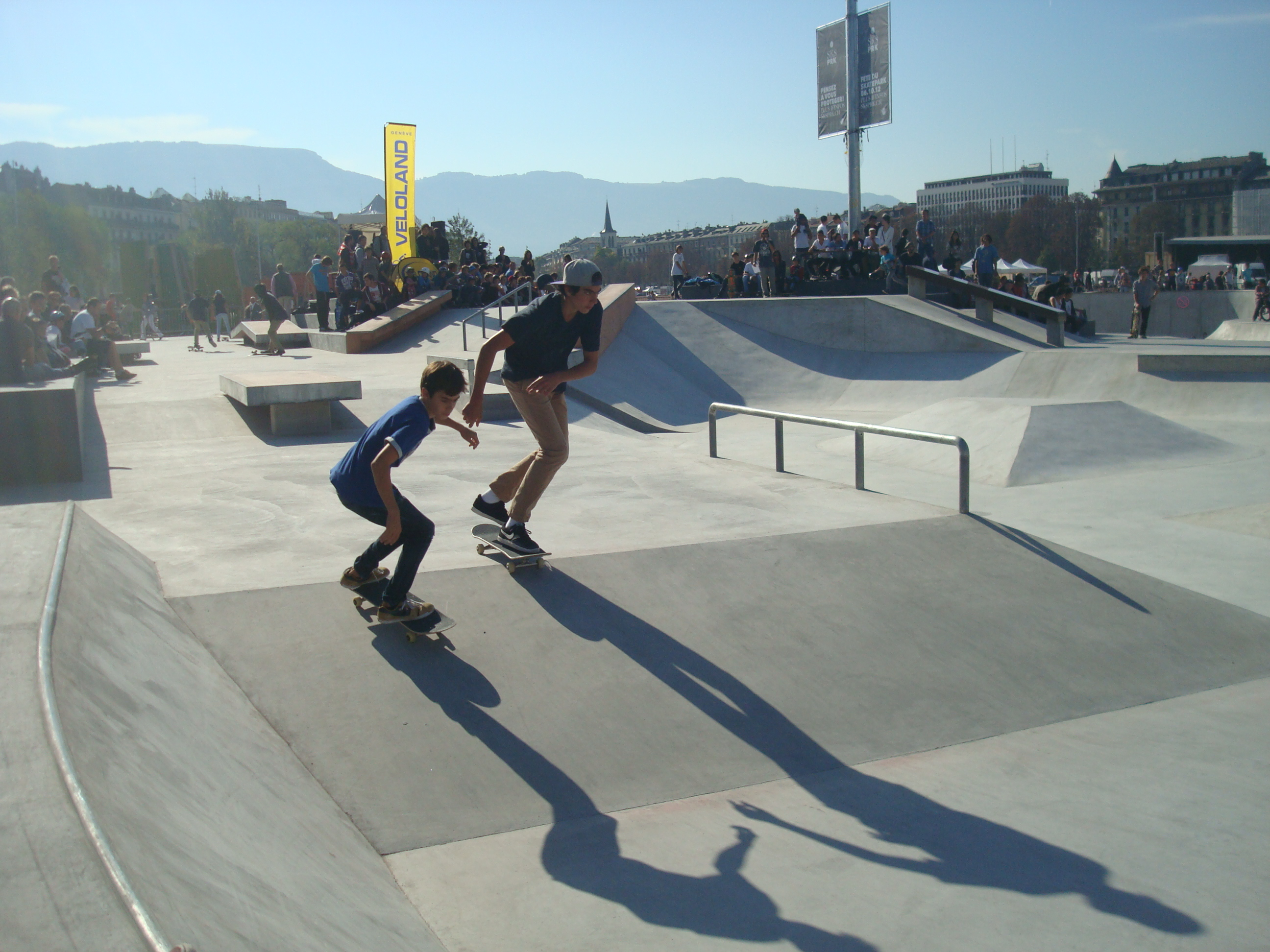
Skatepark de Plainpalais à Genève
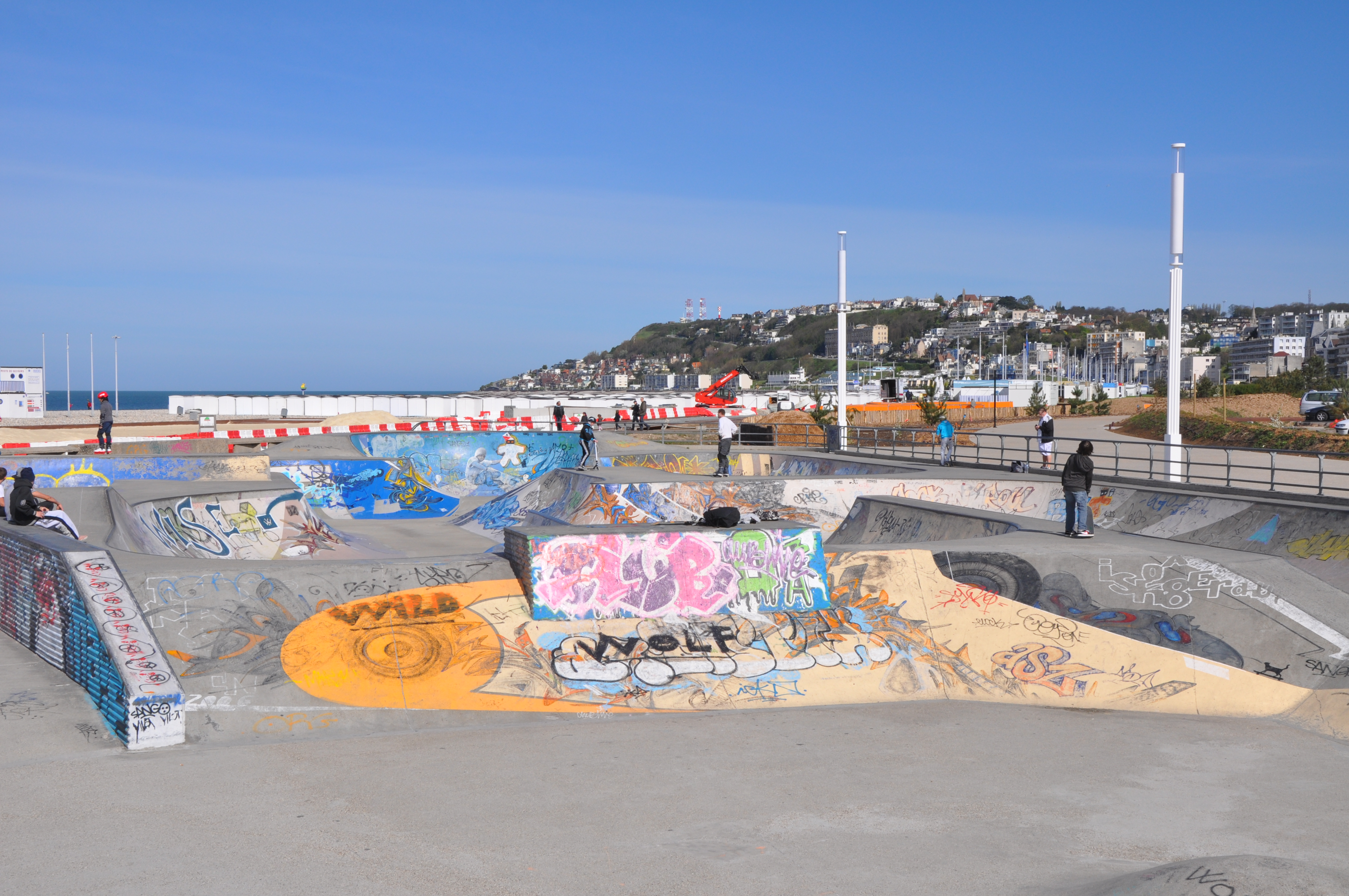
Skatepark du Havre, au bord de la mer
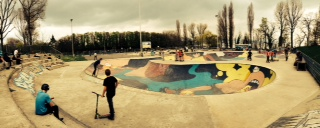
Bowl de Vidy, à Lausanne
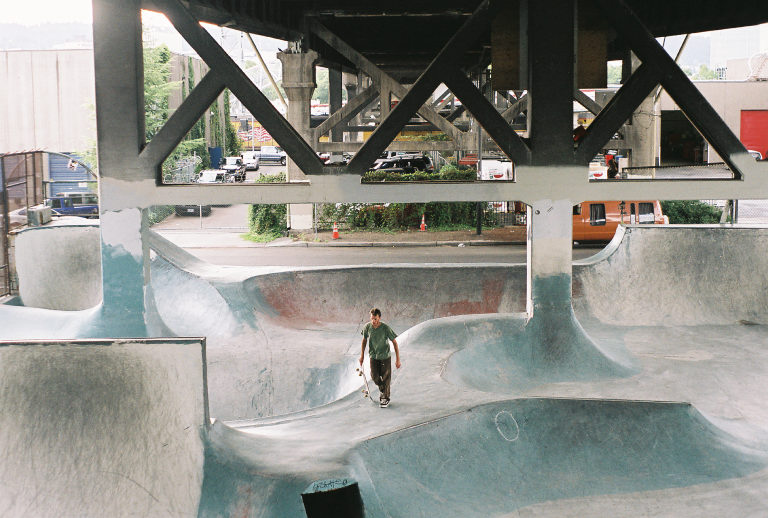
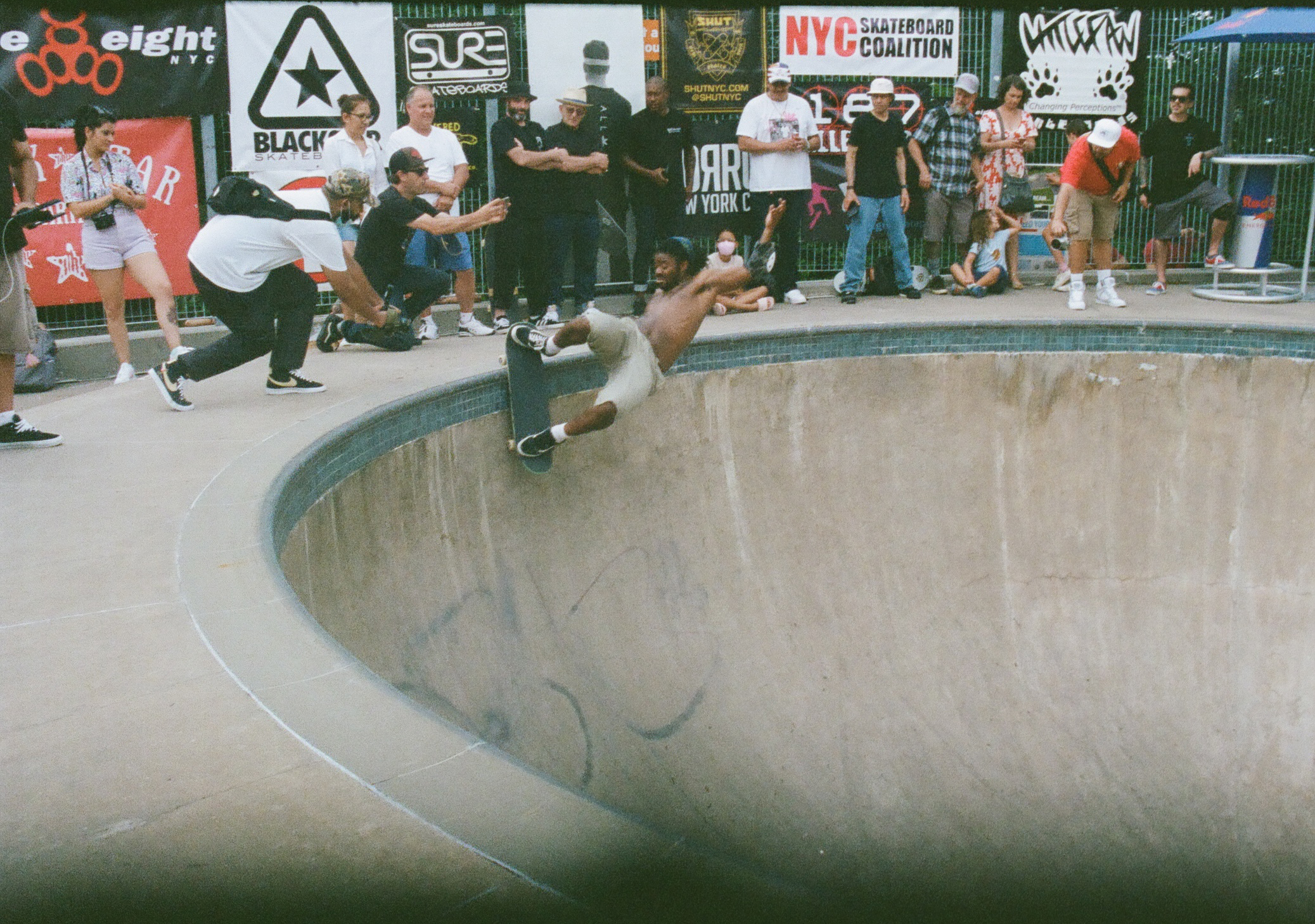
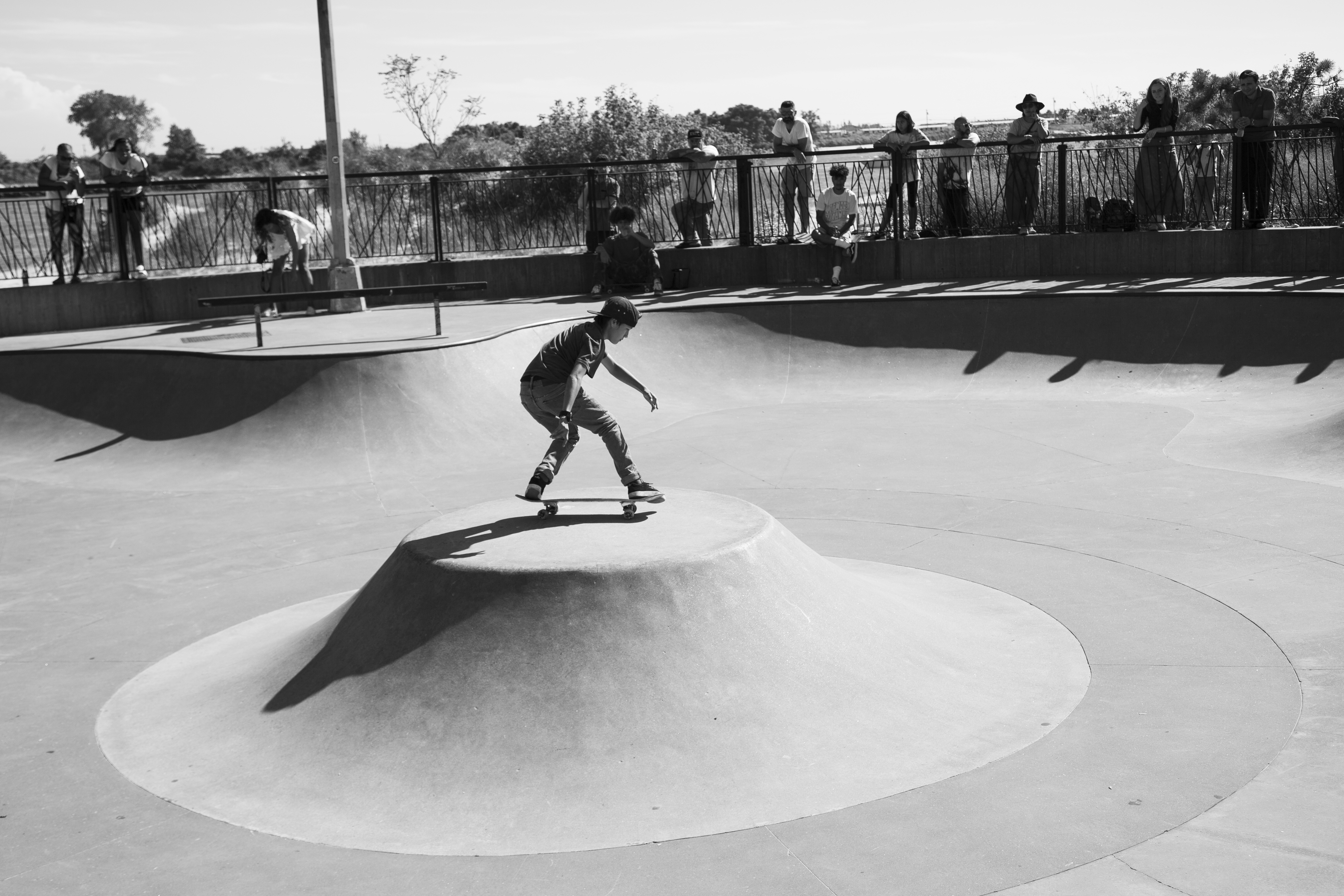
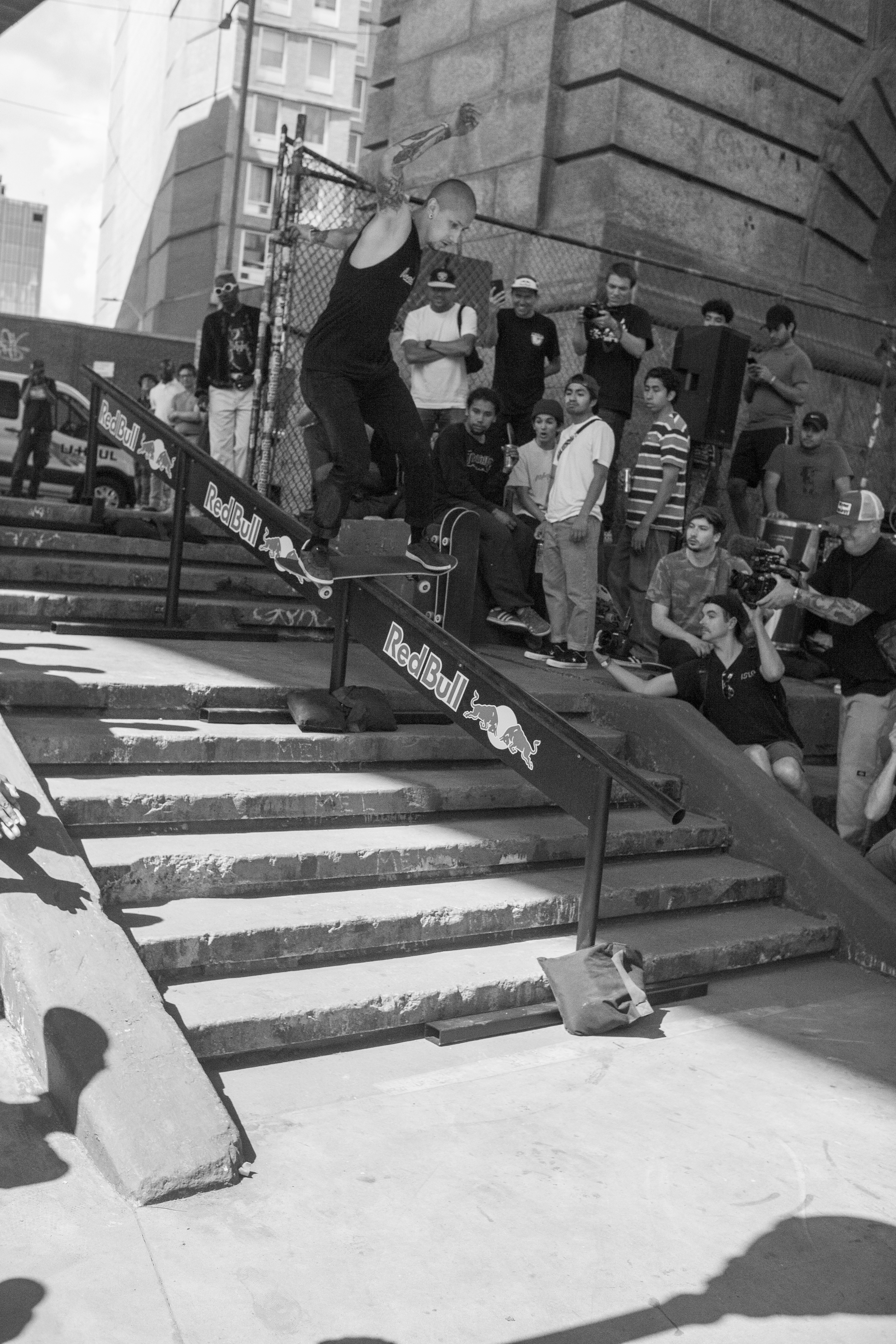
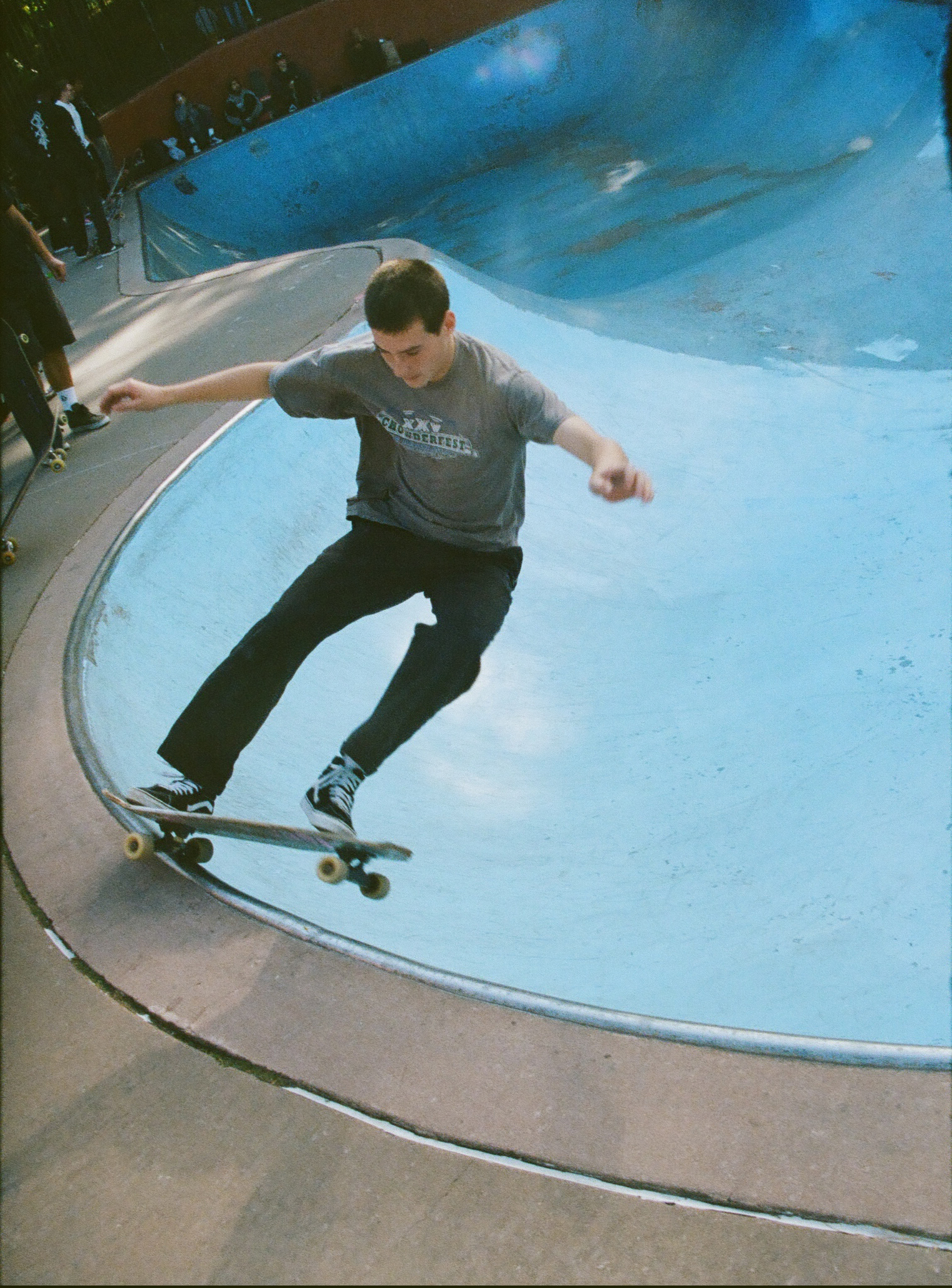
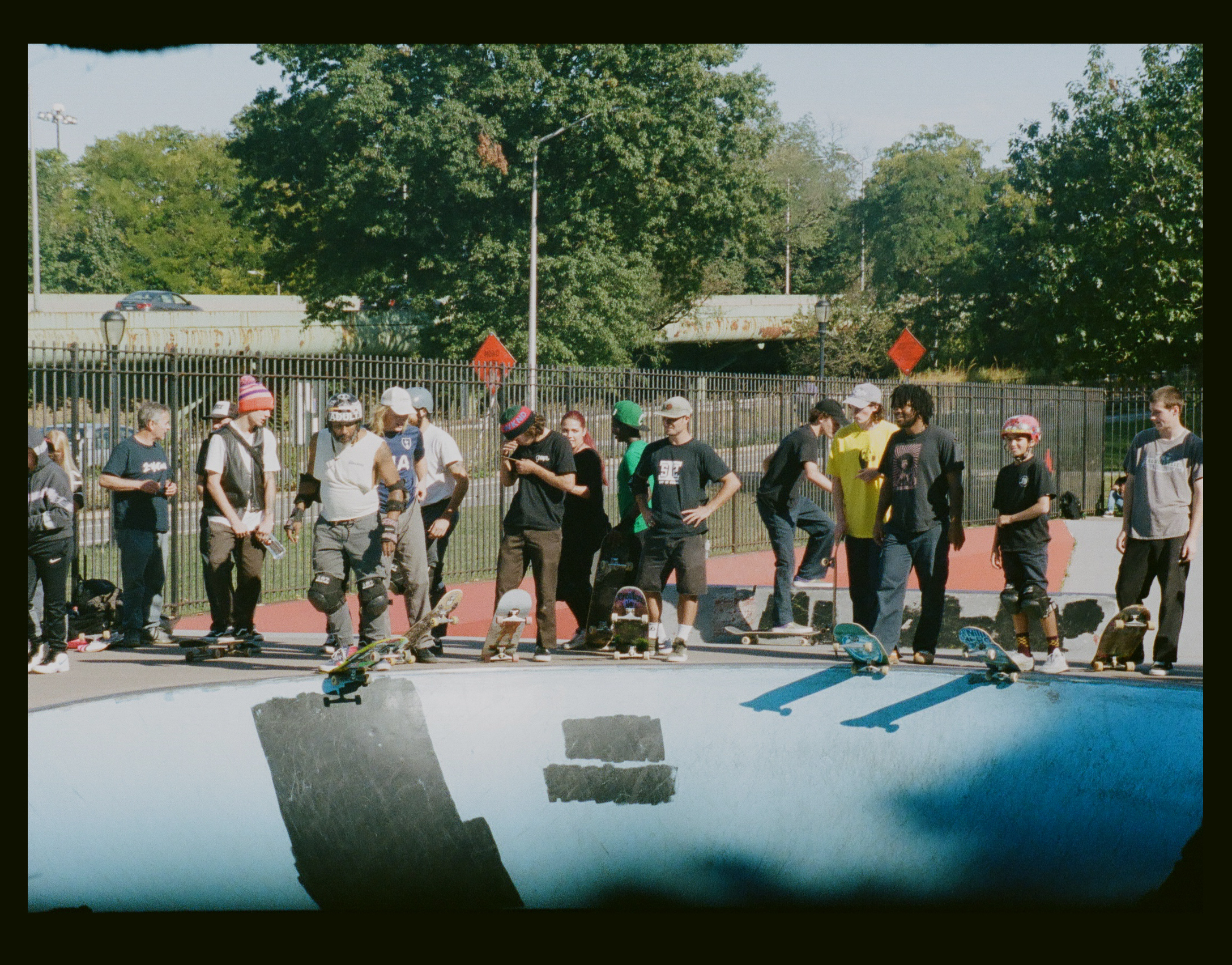
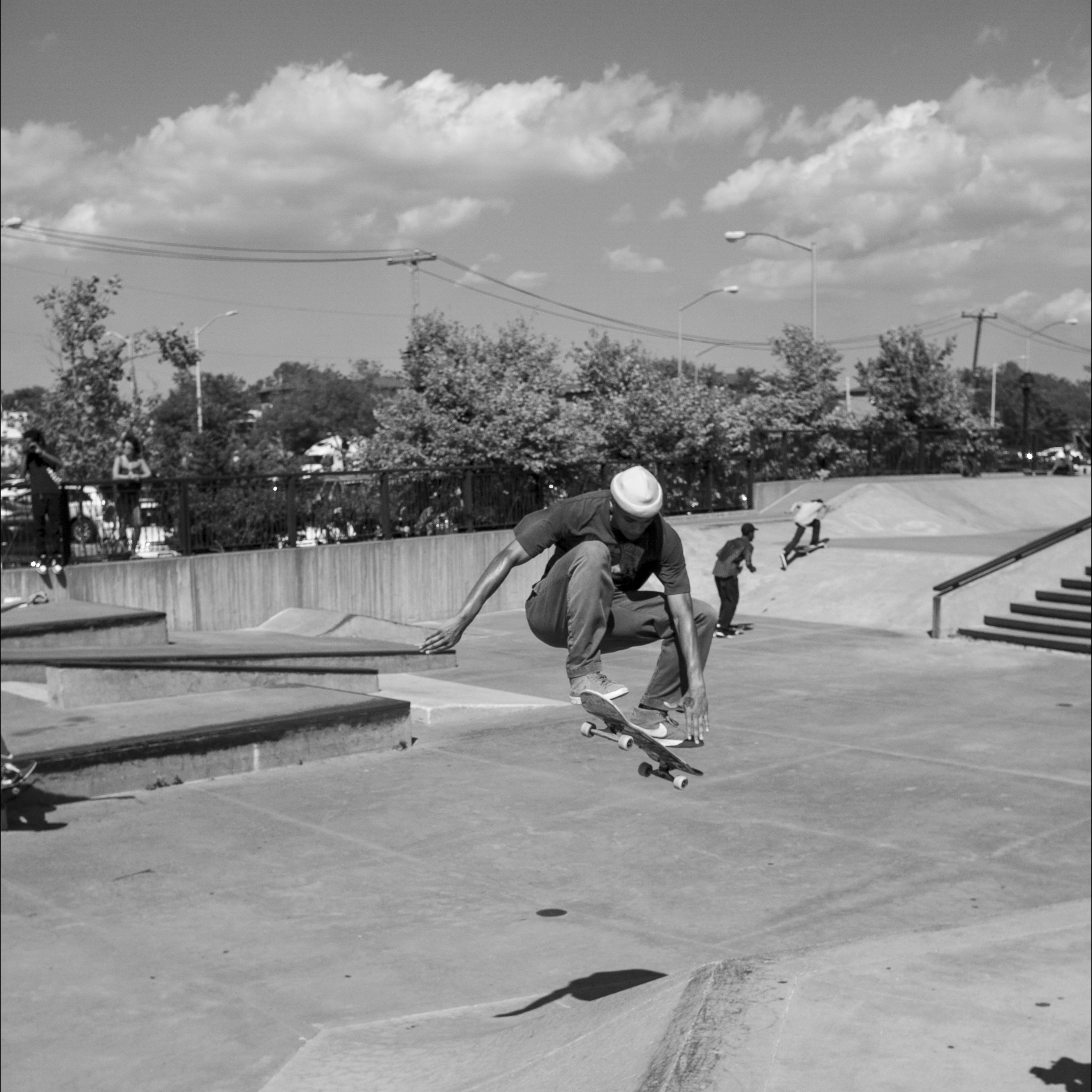
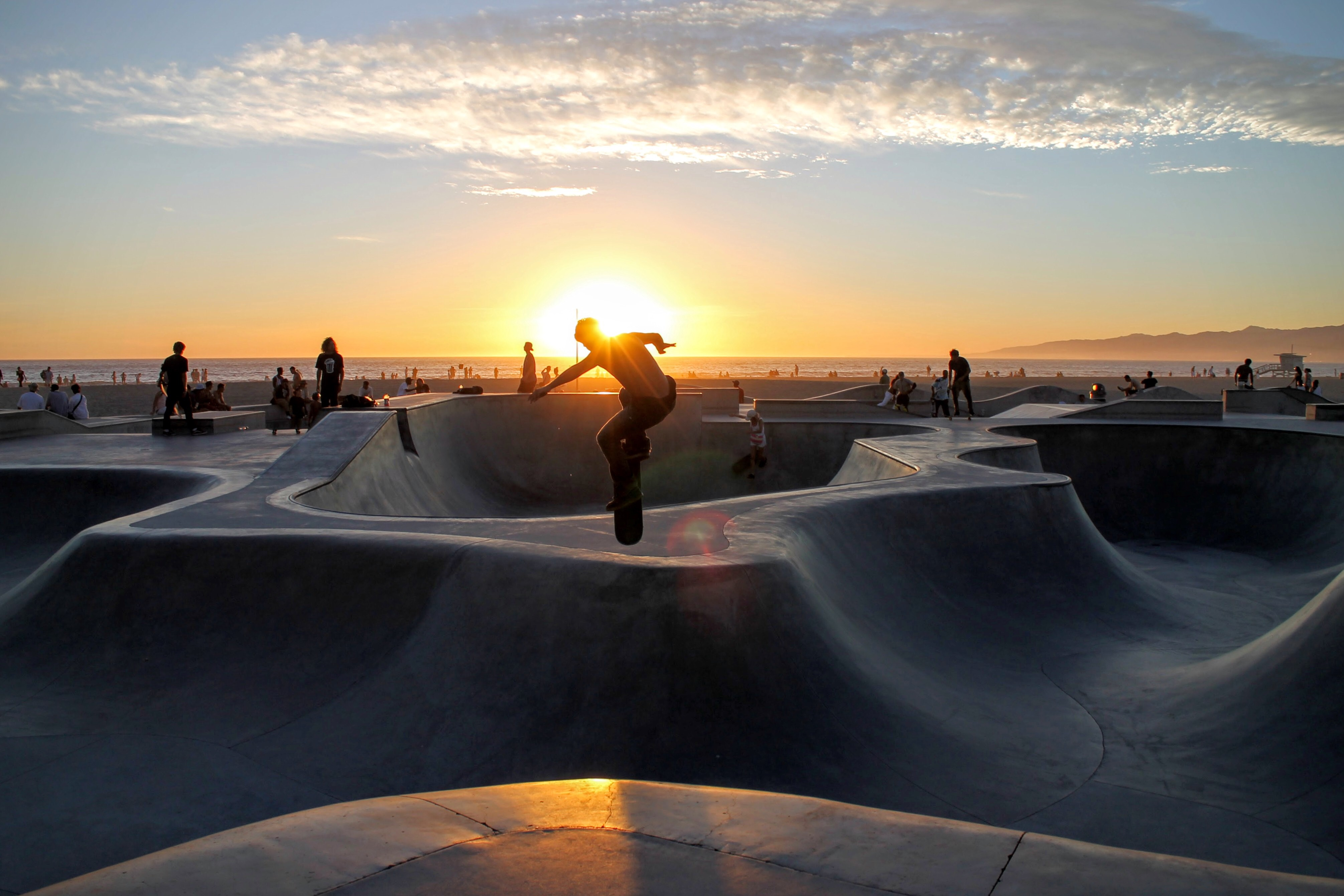
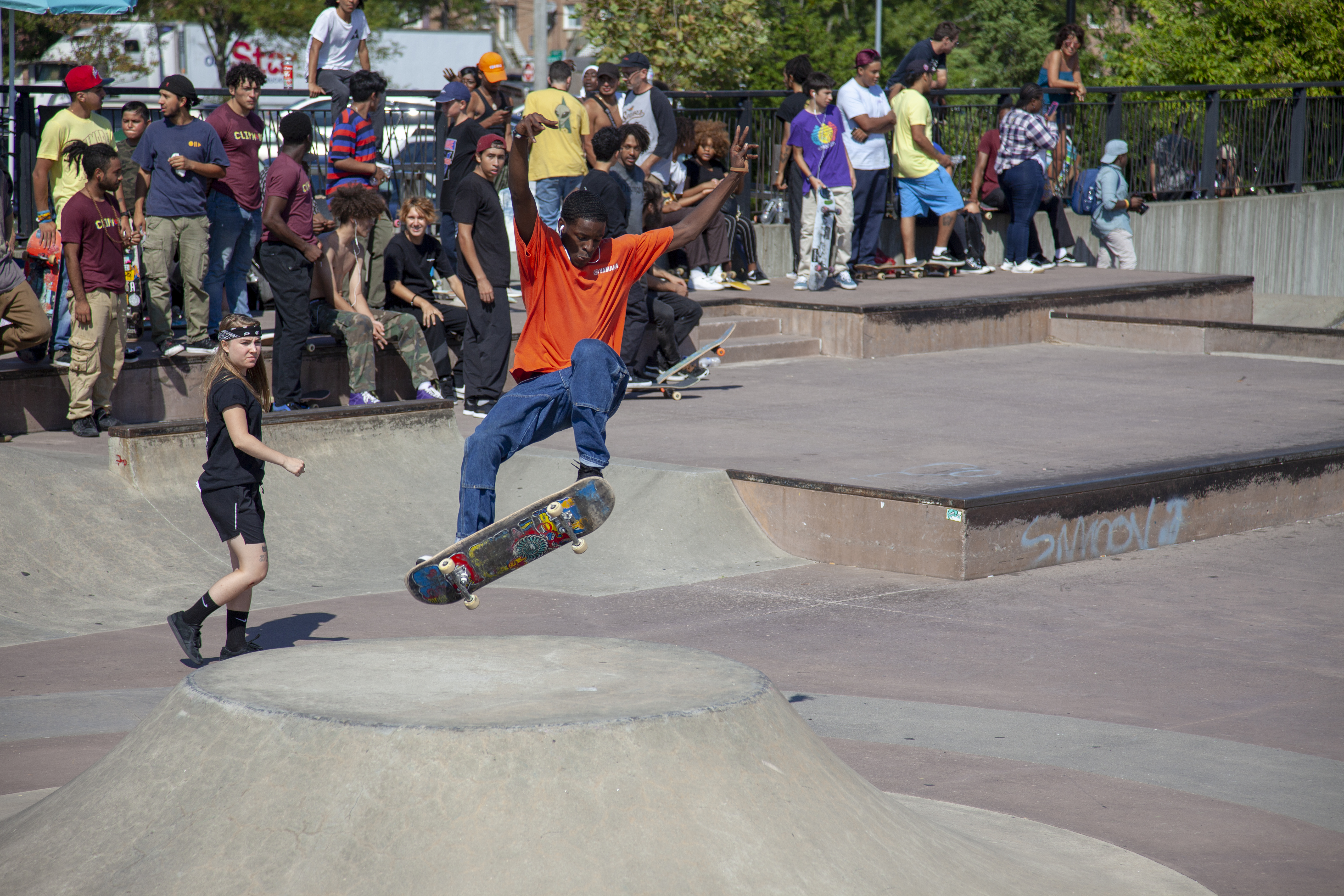